# Diezer Tor

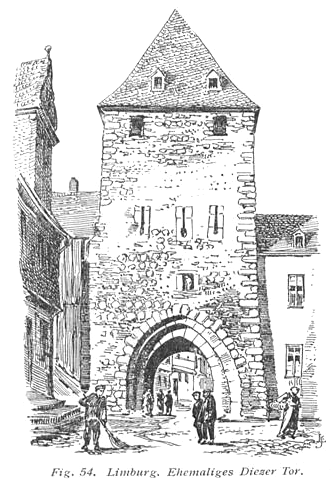
Diezer Tor (Zeichnung Ferdinand Luthmer)

Das Diezer Tor war eines der Stadttore der mittelhessischen Stadt Limburg an der Lahn. Es befand sich an der heutigen Einmündung der Plötze in die Grabenstraße.
Erbaut wurde es zusammen mit der Limburger Stadtmauer, die 1232 fertiggestellt wurde. Die erste urkundliche Erwähnung ist für 1319 nachgewiesen. Seine Lage ist durch einen Plan aus der Zeit um 1830 gut bekannt. Vor dem Tor befand sich ab 1317 das Wilhelmitenkloster Limburg, ab dem 14. Jahrhundert entstand die Diezer Vorstadt, die bis zum 1347 in der Schiede errichteten äußeren Diezer Tor reichte.
Die Gesamthöhe des Turms mit einer Grundfläche von sechs mal neun Metern betrug 22 Meter, wobei das Zeltdach sechs Meter maß. Das Tor war vier Meter breit und im Scheitel vier Meter hoch. Während es nach außen als Spitzbogen ausgeführt war, wies es stadtseitig vermutlich einen Rundbogen auf. Das Mauerwerk oberhalb des Tors ist ähnlich dem von Katzenturm und Huttig. Das Tor selbst ist dreifach abgetreppt aus großen Steinquadern gemauert und weist einige Unregelmäßigkeiten auf, was vermutlich auf eine umfangreiche Reparatur oder Neugestaltung zurückzuführen ist.
Im Sommer 1871 wurde das Diezer Tor trotz Protesten seitens der preußischen Denkmalbehörde abgebrochen. Es war der letzte von zahlreichen Türmen entlang der mittelalterlichen Stadtmauer, die im 19. Jahrhundert niedergelegt wurden, da sie als „Störfaktoren für die neuen Verkehrsverhältnisse sowie die räumliche Expansion der Städte angesehen wurden“. Von der Stadtbefestigung erhalten sind heute nur noch der Katzenturm, der äußere Brückenturm der Alten Lahnbrücke sowie Teile des Löhrturms und Mauerreste Am Huttig.